# Sąd Najwyższy Florydy
Sąd Najwyższy Florydy (Florida Supreme Court) - najwyższy organ władzy sądowniczej w systemie prawnym amerykańskiego stanu Floryda, z siedzibą w Tallahassee

## Sędziowie
Sąd składa się z siedmiu sędziów, powoływanych przez gubernatora Florydy na okres sześciu lat spośród osób które przez co najmniej 10 lat wykonywały na terenie stanu zawód sędziego, adwokata lub prokuratora. Jeśli sędzia chce orzekać przez dwie lub więcej kadencje, musi każdorazowo uzyskać na to zgodę ogółu obywateli stanu wyrażoną w referendum, przeprowadzanym przy okazji ostatnich wyborów przypadających przed końcem jego kadencji. Sędzia ma obowiązek ustąpić z Sądu po ukończeniu 70 lat, chyba że do końca jego kadencji pozostały mniej niż trzy lata - wówczas może wypełnić ją do końca. Sędziowie wybierają ze swojego grona przewodniczącego, zwyczajowo na okres dwóch lat. W przypadku dużego obciążenia sprawami, przewodniczący Sądu Najwyższego ma prawo powołać tymczasowych dodatkowych sędziów z grona osób orzekających w stanowych sądach niższej rangi.

## Kompetencje
Zgodnie z prawem stanowym, kompetencje sądu podzielone są na trzy główne kategorie: 
1. sprawy, w których stanowi on najwyższą instancję odwoławczą, przy czym zajmuje się sprawami wyłącznie na wniosek stron
2. sprawy, w których stanowi on najwyższą instancję odwoławczą i jego kontroli obligatoryjnie podlegają wszystkie sprawy
3. sprawy, w których jest jedynym sądem orzekającym, a zatem pełni rolę sądu pierwszej instancji

Pierwsza kategoria może obejmować niemal wszystkie rodzaje spraw, przy czym zgodę na złożenie odwołania do Sądu Najwyższego musi zwykle wydać sąd apelacyjny, kierując się określonymi w prawie kryteriami oceny. Spod działania tej zasady wyłączone są m.in. sprawy przeciwko najwyższym urzędnikom stanowym; sprawy w których strona zwróciła się do sądu apelacyjnego o uznanie normy prawnej za niezgodną z aktem wyższego rzędu, a sąd odrzucił ten wniosek; sprawy, gdzie orzeczenie sądu niższej instancji jest sprzeczne z wcześniej stosowaną linią orzeczniczą w podobnych sprawach. W takich sytuacjach strona ma prawo zwrócić się do Sądu Najwyższego nawet bez zgody sądu apelacyjnego.
Do drugiej grupy kompetencji (gdzie do Sądu Najwyższego trafia automatycznie każda sprawa) należą m.in. decyzje sądów niższych instancji o uznaniu normy prawa stanowego za niezgodną z aktem wyższego rzędu oraz wyroki skazujące na karę śmierci, przy czym w tej ostatni kategorii spraw Sąd Najwyższy dokonuje wyłącznie oceny formalnej wyroku skazującego, nie rozpatruje natomiast sprawy merytorycznie. Wreszcie w trzeciej grupie kompetencji (sprawy rozpatrywane wyłącznie przez Sąd Najwyższy, bez udziału niższych instancji) znajdują się sprawy dotyczące funkcjonowania stanowego samorządu prawniczego oraz złożenia gubernatora z urzędu ze względu na powstanie trwałej przeszkody w jego wypełnianiu (np. ciężkiej choroby). Sąd może również wydawać nie wiążące opinie prawne, w sprawach wskazanych przez gubernatora.

## Obecny skład
stan na 25 października 2010
- Charles Canady - przewodniczący
- Fred Lewis
- Barbara Pariente
- Peggy Quince
- Ricky Polston
- Jorge Labarga
- James Perry